# Frode Jakobsen
Pour les articles homonymes, voir Jakobsen.
Frode Jakobsen, né le 21 décembre 1906 à Østre Jølby (Danemark) et mort le 15 juin 1997 à Himmelev (Danemark), est un écrivain et homme politique danois, principalement connu pour ses activités de résistance à l'occupation allemande du Danemark pendant la Seconde Guerre mondiale.

## Biographie
Frode Jakobsen est né près de la mer Baltique, à Østre Jølby sur la commune de Mors. Il est élève de l'École cathédrale de Viborg, puis poursuit des études supérieures et passe en 1939 son Candidatus magisterii, maîtrise ès arts.
Avant même l'occupation, Frode Jakobsen lutte contre le nazisme et prend contact avec les réfugiés allemand. Son activité pendant l'occupation est le prolongement de cette attitude. En 1941, il fonde « l'Anneau », une organisation secrète de résistance. Deux ans après, il est un des principaux membres du Conseil danois pour la Liberté qui coordonne les activités de résistance contre les Allemands, jusqu'à la libération du territoire danois.
Après la guerre, il est ministre sans portefeuille dans le gouvernement de la libération. Il appartient au Parti social-démocrate jusqu'en 1973.
Dans son livre I Danmarks Frihedsråd, il raconte comment il a contribué à faire travailler ensemble les organisations de résistance jusqu'à la libération.
Le Prix Frode Jakobsen est décerné chaque année depuis 1995 à une personnalité pour son courage politique.

## Œuvres
Les œuvres de Frode Jakobsen sont classées par ordre de première publication connue.
- Til sidst kommer man hjem, 1934 et 1984.
- Nietzsches kamp med den kristelige moral, 1940 et 1972.
- Europabevægelse og Europaråd, 1950.
- Europa - og Danmark, 1953.
- En Huskeseddel, 1954.
- En redegørelse : 29. august 1956, 1956.
- Standpunkter : fra besaettelsestid til Vietnam, 1966.
- Nej, der skal ikke ties, 1972.
- I Danmarks Frihedsråd, Gyldendal, 1975 ; huit éditions jusqu'en 1986.
- Da leret tog form, 1976 ; 1984 ; 1985.
- Alt hvad der jager min sjæl, Gyldendal, 1977.
- Jeg vil være en fugl før jeg dør, 1979.
- Nazismen blev min skæbne, 1982 ; 1983 ; 1988.
- Mod et mål man aldrig skal nå, Gyldendal, 1987.
- Om to krige, Gyldendal, 1989.
- Slægt skal følge, 1990.

## Sources et références
1. ↑  BNF 39265471.

- (da)/(en) Cet article est partiellement ou en totalité issu des articles intitulés en danois « Frode Jakobsen » (voir la liste des auteurs) et en anglais « Frode Jakobsen » (voir la liste des auteurs)..